# Муи-Ривер
Муи-Ривер (африк. Mooirivier) — небольшой городок, расположенный на высоте 1389 метров над уровнем моря и в 160 км от побережья в Квазулу-Натале, в Южной Африке.
В 1879 году ирландец по имени Александр Лоуренс купил ферму «Грантли» вверх по течению от Уэстона, на берегу реки Муи. «Mooirivier» — это «красивая река» на африкаансе.
В 1884 году Александр Лоуренс основал деревню Лоуренсвилль на своей ферме «Грантли» и назвал её «Отец реки Муи». В 1921 году деревня была переименована в Муи-Ривер и объявлена городом.

Город расположен на дороге N3 и железнодорожных маршрутах между Йоханнесбургом и Дурбаном. Эта железнодорожная станция больше не используется для пассажиров, но грузы по ней по-прежнему перевозятся.
Есть шесть школ, обслуживающих муниципальный район Муи-Ривер и многие другие города, которые обслуживают традиционные фермерские общины. Шесть основных школ:
- Подготовительная школа и колледж Тревертона;
- Уэстон, государственная сельскохозяйственная школа с очень хорошей репутацией. Между этими двумя школами существует большое соперничество в регби;
- Муи-Ривер Праймари в центре города;
- Ай Кадзи Праймари;
- Брантвилль Праймари, обслуживающая район Брантвилля в Муи-Ривер;
- средняя школа Эмниезанни, обслуживающая район Брунтвилля в Муи-Ривер.

Городская экономика Муи-Ривер в настоящее время базируется в основном на розничном предпринимательстве, туризме и поддержке местного сельскохозяйственного сообщества.
Сельская экономика основана на сельском хозяйстве и туризме. Основные сельскохозяйственные категории: молочные и конные. Местные фермеры поддерживаются Ассоциацией фермеров Муи-Ривер.
Муи-Ривер является важной частью туристического маршрута Мидлендс-Меандр.

## Известные люди
- Кэндис Свейнпол — супермодель, ангел бельевого супер-бренда Victoria’s Secret с 2007 года. Одна из самых высокооплачиваемых моделей мира.